# Petrus Marcellinus Felix Liberius
Petrus Marcellinus Felix Liberius, död 554, var en östromersk (bysantinsk) ämbetshavare.
Han var praetorianprefekt (guvernör) i Italien 493–500, Gallien 510–536 och Egypten 538–542. 